# J300 Santa Croce sull’Arno
Das J1 Santa Croce sull’Arno (offiziell Torneo Internazionale Citta di Santa Croce ‚‚Mauro Sabatini‘‘) ist ein World-Junior-Tennisturnier, das seit 1979 jährlich im Mai in der italienischen Stadt Santa Croce sull’Arno in der Toskana auf Sandplatz von der International Tennis Federation ausgetragen wird. Es gehört der zweithöchsten Turnierkategorie G1 an und zählt damit zu den bedeutendsten und traditionsreichsten Nachwuchsturnieren der Juniorentennistour.

## Geschichte
Seit seiner ersten Edition haben über 3500 verschiedene Spieler aus 90 Nationen an dem Wettbewerb teilgenommen. In den ersten beiden Jahren wurde der Pokal noch in zwei Kategorien, Junioren und Schüler vergeben, ab 1981 nur noch in der Klasse der unter 18-jährigen. 1990 nahm die ITF das Turnier in die ITF Junior Tour auf und stufte es 1992 in die Kategorie G1 ein, in der die einzelnen Konkurrenzen bis heute abgehalten werden.

## Siegerliste
Santa Croce gilt als letztes großes Vorbereitungsturnier für die French Open und ist daher traditionell stark besetzt. Zahlreiche Turniersiegerinnen und -sieger gelang der Sprung in die Spitzenklasse des Tennissports. Fünf ehemalige Weltranglistenerste im Einzel haben in Santa Croce sull’Arno triumphiert, darunter die Damen Martina Hingis und Dinara Safina sowie die Herren Jewgeni Kafelnikow, Gustavo Kuerten und Andy Murray. Außerdem erreichten mit Anna Kurnikowa, Cara Black, Gisela Dulko, Barbora Krejčíková und Kateřina Siniaková fünf weitere Siegerinnen die Führungsposition im Doppelranking.

### Einzel
| Jahr                                                                          | Herren                           | Damen                            |                                  |
| ----------------------------------------------------------------------------- | -------------------------------- | -------------------------------- | -------------------------------- |
| ↓ Torneo Internazionale Citta di Santa Croce ↓                                |                                  |                                  |                                  |
| 1979                                                                          | Hans-Dieter Beutel               | Eva Pfaff                        |                                  |
| 1980                                                                          | Pierluigi Bonetti                | Andrea Temesvári                 |                                  |
| 1981                                                                          | Simone Ercoli                    | Begonia Eraña                    |                                  |
| 1982                                                                          | Antonio Zampieri                 | Julja Salnikowa                  |                                  |
| 1983                                                                          | Jonas Svensson                   |                                  |                                  |
| 1984                                                                          | Mihnea-Ion Năstase               | Gabriela Sabatini                |                                  |
| 1985                                                                          | João Cunha e Silva               | Simona Isidori                   |                                  |
| 1986                                                                          | Anastasios Bavelas               | Maria Ekstrand                   |                                  |
| 1987                                                                          | Richard Fromberg                 | Macarena Miranda                 |                                  |
| 1988                                                                          | László Markovits                 | Nanne Dahlman                    |                                  |
| 1989                                                                          | Milen Welew                      | Gabriella Boschiero              |                                  |
| 1990                                                                          | Davide Scala                     | Ruxandra Dragomir                |                                  |
| 1991                                                                          | Filippo Messori                  | Cătălina Cristea                 |                                  |
| ↓ Kategorie G1 ↓                                                              |                                  |                                  |                                  |
| 1992                                                                          | Jewgeni Kafelnikow               | Eva Martincová                   |                                  |
| 1993                                                                          | James Sekulov                    | Dally Randriantefy               |                                  |
| 1994                                                                          | Federico Browne                  | Henrieta Nagyová                 |                                  |
| 1995                                                                          | Mariano Zabaleta                 | Anna Kurnikowa                   |                                  |
| 1996                                                                          | Mario Tudor                      | Sandra Načuk                     |                                  |
| 1997                                                                          | Xavier Malisse                   | Irina Seljutina                  |                                  |
| 1998                                                                          | Flávio Saretta                   | Jelena Dokić                     |                                  |
| 1999                                                                          | José de Armas                    | Maria-Emilia Salerni             |                                  |
| 2000                                                                          | Roman Valent                     | Maria-Emilia Salerni             |                                  |
| 2001                                                                          | Brian Dabul                      | Gisela Dulko                     |                                  |
| 2002                                                                          | Brian Dabul                      | Marija Kirilenko                 |                                  |
| 2003                                                                          | Bruno Rosa                       | Michaëlla Krajicek               |                                  |
| 2004                                                                          | Jun Woong-sun                    | Sessil Karatantschewa            |                                  |
| 2005                                                                          | Serhij Bubka                     | Jaroslawa Schwedowa              |                                  |
| 2006                                                                          | Thiemo de Bakker                 | Anastassija Pawljutschenkowa     |                                  |
| 2007                                                                          | Matteo Trevisan                  | Bojana Jovanovski                |                                  |
| 2008                                                                          | Henrique Cunha                   | Johanna Konta                    |                                  |
| 2009                                                                          | Tiago Fernandes                  | Julija Putinzewa                 |                                  |
| ↓ Torneo Internazionale Citta di Santa Croce Mauro Sabatini – Kategorie: G1 ↓ |                                  |                                  |                                  |
| 2010                                                                          | Dominic Thiem                    | Nastja Kolar                     |                                  |
| 2011                                                                          | Maxim Dubarenco                  | Irina Chromatschowa              |                                  |
| 2012                                                                          | Laurent Lokoli                   | Ana Konjuh                       |                                  |
| 2013                                                                          | Maxime Hamou                     | Belinda Bencic                   |                                  |
| 2014                                                                          | Naoki Nakagawa                   | Darja Kassatkina                 |                                  |
| 2015                                                                          | Andrea Pellegrino                | Anna Blinkowa                    |                                  |
| 2016                                                                          | Alexei Popyrin                   | Eva Guerrero Álvarez             |                                  |
| 2017                                                                          | Thiago Seyboth Wild              | Simona Waltert                   |                                  |
| 2018                                                                          | Cannon Kingsley                  | Zheng Qinwen                     |                                  |
| 2019                                                                          | Holger Rune                      | Diana Schneider                  |                                  |
| 2020                                                                          | Wegen COVID-19-Pandemie abgesagt | Wegen COVID-19-Pandemie abgesagt | Wegen COVID-19-Pandemie abgesagt |

### Doppel
| Jahr                                                                          | Herren                                  | Damen                                    |                                  |
| ----------------------------------------------------------------------------- | --------------------------------------- | ---------------------------------------- | -------------------------------- |
| ↓ Torneo Internazionale Citta di Santa Croce – Kategorie: G1 ↓                |                                         |                                          |                                  |
| 1993                                                                          | Gustavo Kuerten Nicolás Lapentti        | Martina Hingis Joana Manta               |                                  |
| 1994                                                                          | Ota Fukárek Jiří Hobler                 | Slowakei Tatiana Zelenayová              |                                  |
| 1995                                                                          | Mariano Puerta Kepler Orellana          | Alice Canepa Giulia Casoni               |                                  |
| 1996                                                                          | Jean-Michel Péquery Yves Allegro        | Jitka Schönfeldová Michaela Paštiková    |                                  |
| 1997                                                                          | Olivier Levant Jean-René Lisnard        | Cara Black Irina Seljutina               |                                  |
| 1998                                                                          | Fernando González Ignacio González-King | Laura Bao Caecilia Charbonnier           |                                  |
| 1999                                                                          | Daniel Langre José de Armas             | Melanie-Ann Clayton Sarah Stone          |                                  |
| 2000                                                                          | Darko Mađarovski Janko Tipsarević       | Dinara Safina Galina Woskobojewa         |                                  |
| 2001                                                                          | Alejandro Falla Carlos Salamanca        | Gisela Dulko Sylvia Montero              |                                  |
| 2002                                                                          | Marcel Felder Martín Vilarrubí          | Jarmila Gajdošová Andrea Hlaváčková      |                                  |
| 2003                                                                          | Andy Murray Daniel Vallverdú            | Andrea Hlaváčková Aurelija Misevičiūtė   |                                  |
| 2004                                                                          | Stefan Kilchhofer Denys Moltschanow     | Wiktoryja Asaranka Wolha Hawarzowa       |                                  |
| 2005                                                                          | Jewgeni Kirillow Denys Moltschanow      | Sorana Cîrstea Barbora Hodinářová        |                                  |
| 2006                                                                          | Roberto Maytín Christian Vitulli        | Ksenija Mileuskaja Anastassija Petuchowa |                                  |
| 2007                                                                          | Henrique Cunha Alejandro González       | Irina-Camelia Begu Oksana Kalaschnikowa  |                                  |
| 2008                                                                          | Marcelo Árevalo Henri Kontinen          | Nadia Lalami Jessy Rompies               |                                  |
| 2009                                                                          | Filip Horanský Jozef Kovalík            | Verónica Cepede Royg Aleksandra Krunić   |                                  |
| ↓ Torneo Internazionale Citta di Santa Croce Mauro Sabatini – Kategorie: G1 ↓ |                                         |                                          |                                  |
| 2010                                                                          | Bartosz Sawicki Maciej Smoła            | Nastja Kolar Chantal Škamlová            |                                  |
| 2011                                                                          | Luke Bambridge Kyle Edmund              | Irina Chromatschowa Barbora Krejčíková   |                                  |
| 2012                                                                          | Filip Peliwo Kaichi Uchida              | Eleanor Dean Kateřina Siniaková          |                                  |
| 2013                                                                          | Benjamin Bonzi Quentin Halys            | Ilka Csoregi Barbora Krejčíková          |                                  |
| 2014                                                                          | Orlando Luz João Menezes                | Sun Ziyue Ye Qiuyu                       |                                  |
| 2015                                                                          | Jake Delaney Stefanos Tsitsipas         | Anna Blinkowa Olessja Perwuschina        |                                  |
| 2016                                                                          | Brandon Holt Vasil Kirkov               | Amina Anschba Nika Schitkoskaja          |                                  |
| 2017                                                                          | Federico Iannaccone Samuele Ramazzotti  | Chen Pei-hsuan Naho Satō                 |                                  |
| 2018                                                                          | Davide Tortora Jesper de Jong           | Yasmine Mansouri Diane Parry             |                                  |
| 2019                                                                          | Eliot Spizzirri Tyler Zink              | Julie Belgraver Mylène Halemai           |                                  |
| 2020                                                                          | Wegen COVID-19-Pandemie abgesagt        | Wegen COVID-19-Pandemie abgesagt         | Wegen COVID-19-Pandemie abgesagt |